# Lejf Marcussen
Lejf Marcussen (27. februar 1936 - 19. marts 2013) var en dansk filmskaber, grafiker og maler. Han blev uddannet grafiker fra Kunsthåndværkerskolen og maler fra Kunstakademiet. I 1972 blev han ansat som grafisk designer i Danmarks Radio. 
 
Efter studier i Canada og USA, brugte han sine nætter til at lave korte fil. Med film som Et billede (1977)og Stills (1979), lykkedes det ham i 1980´erne, at overbevise Danmarks Radio om behovet for et lille værksted for manuskriptfri animation.
Filmen Tonespor (1985) er en tredimensional animation af finalen fra Carl Nielsen´s femte symfoni. Flere har beskrevet filmen som tidlig computeranimation.[kilde mangler] Marcussen har skabt filmen som håndtegning på lange ruller, der er filmet fra et gammelt lysbord. I Den offentlige røst (1989) skabte Marcussene n film med udgangspunkt er den belgiske maler Paul Delvauxs billede, hvor der først zoomes ind, siden ud af maleriet, i en lang glidende bevægelse.
I midten af 1990'erne sløjfede DR al nonverbal produktion. Med dansk og international støtte lykkedes Marcussen at producere sin første computeranimation Angeli (2002). Marcussens billeddigte er vist på TV over hele kloden og har indbragt adskillige internationale priser.[kilde mangler] Herunder i 1990, som den første europæer, The Norman McLaren Heritage Award, for sin samlede produktion.[kilde mangler] Desuden hædret med retrospektive visninger på over 40 filmfestivaler, universiteter og museer, og han har haft gæsteoptræden og forelæsninger på blandt andre Museum of Modern Art, Nationalmuseet, National Filmboard of Canada, Arken, Havard, Berkeley og Roms Universitet.[kilde mangler]

## Filmografi
- En kort pause (1973)
- Petrusjka (1974)
- Et billede (1977)
- Stills (1979)
- Maskedrifter (1979)
- Sten (1982).
- Ekko fra et brev (1982)
- Tonespor (1983)
- Babylon Blaster (1985)
- Den offentlige røst (1988)
- Kulturmøde (1992)
- Lucifers blyant (1993)
- Angeli (2002)